# Az Országgyűlés Külügyi Bizottsága
Az Országgyűlés Külügyi Bizottsága a magyar parlament nemzetközi kérdésekkel foglalkozó állandó bizottsága. Létrehozását törvény írja elő. Az Országgyűlés rendszerint az alakuló ülésén hozza létre az állandó bizottsági rendszere keretében.

## Feladatai
Magyarország külkapcsolatai terén kezdeményező, javaslattevő, véleményező szerepe van, közreműködik a kormányzati munka ellenőrzésében, kivételes esetben ügydöntő szerepe is van.
Részt vesz a törvényalkotási munkában is. Feladatainak nagy részét a nemzetközi szerződések megtárgyalása adja.
Kiemelt feladata a külpolitikáért felelős miniszter rendszeres meghallgatása a nemzetközi kapcsolatok terén végzett kormányzati munkáról.
Zárt ülésen hallgatja meg a valamely külképviselet vezetésére, a magyar állam képviseletére jelölt nagyköveteket. Ez alkalommal a kijelölt nagykövetnek számot kell adnia felkészültségéről, különösen a fogadó állam politikai, gazdasági, társadalmi viszonyaival, a magyar államnak a fogadó államhoz vagy a nemzetközi szervezethez fűződő külkapcsolataival, a magyar külpolitikai célokkal összefüggő ismereteiről.
Az állandó bizottság tevékenységének fontos része a parlamenti diplomácia, a hazánkba akkreditált nagykövetekkel való kapcsolattartás, a külföldről érkező parlamenti és egyéb delegációk fogadása, valamint a magyar országgyűlés képviselőinek külföldi tárgyalásokon és nemzetközi konferenciákon való részvétel.

## Elnökei
- Horn Gyula (1990. május 3. – 1993. január 25.)
- Kovács László (1993. január 27. – 1994. június 27.)
- Eörsi Mátyás (1994. június 29. – 1997. május 15.)
- Szent-Iványi István (1997. május 20. – 2002. május 14.)
- Németh Zsolt (2002. május 27. – 2010. május 13.)
- Balla Mihály (2010. május 14.  – 2014. június 7.)
- Németh Zsolt (2014. június 7. –)